# Trigonellin
A trigonellin (C7H7NO2) egy növényi alkaloid; a görögszénában fordul elő.  
Belső só, mely egy metilcsoportnak a niacin nitrogénjére való addíciójával jön létre.
A trigonellin a niacin (B3-vitamin)  anyagcsereterméke és a vizelettel ürül.
A trigonellin megtalálható a kávéban, ahol a fogszuvasodás megelőzésében lehet szerepe, mivel megakadályozza a  Streptococcus mutans  baktériumok foghoz tapadását.